# Juan R. Escudero

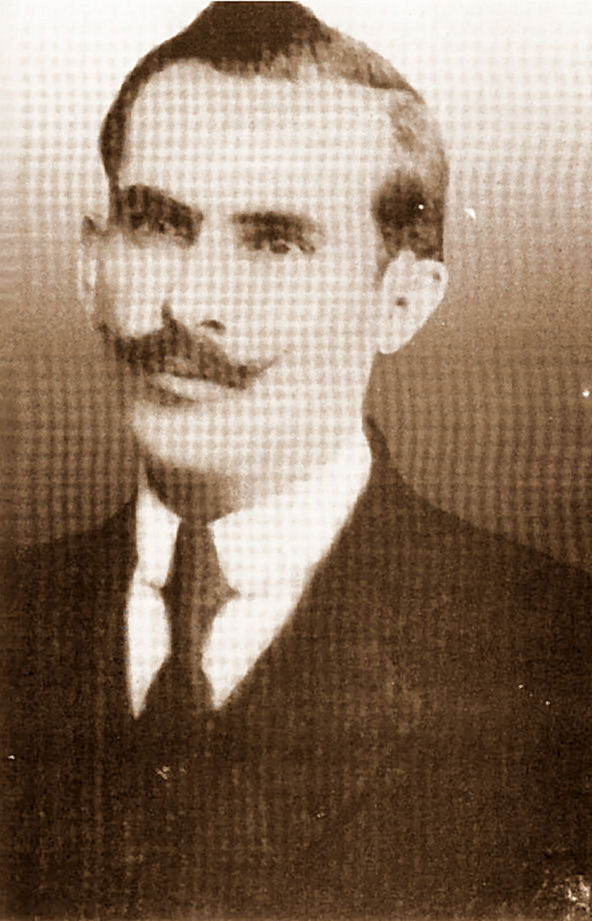
Juan R. Escudero

Juan Ranulfo Escudero Reguera (Acapulco, 27 mei 1890 - El Aguacatillo, 21 december 1923) was een Mexicaans vakbondsleider en politicus.
Escudero was afkomstig uit Acapulco en studeerde in Oakland in Californië. Teruggekeerd in zijn geboortestad richtte hij de Liga van Arbeiders van de Haven van Acapulco (LTOPA) op, waarmee hij de behandeling en salariëring van de arbeiders in de haven van Acapulco wilde verbeteren. Tijdens de Mexicaanse Revolutie moest Escudero Acapulco tijdelijk ontvluchtten, maar kon met toestemming van de nieuwe president Venustiano Carranza zijn werk hervatten en richtte in 1919 de Arbeiderspartij van Acapulco (POA) op.
In 1920 werd Escudero voor de POA tot burgemeester van Acapulco gekozen. Escudero werd echter voortdurend tegengewerkt door grootgrondbezitters en rijke zakenlieden. In 1923 werd hij door federale militairen vermoord.
- Bibliothèque nationale de France: cb131922328 (data)
- International Standard Name Identifier: 0000 0000 2843 1524
- Library of Congress Control Number: n86138038
- Virtual International Authority File: 21169658
- WorldCat: E39PBJwxPqkw7gH7YYBkgHdbBP